# Kharak Singh
Kharak Singh (Lahore, 9 de febrero de 1801-Lahore, 5 de noviembre de 1840) fue el segundo emperador del reino sij. Era el hijo mayor del Marajá Ranjit Singh y la Maharani Datar Kaur. Kharak recibió el Principado de Jammu como su jagir en 1812. Este mismo año a la edad de 11 años, se casó con Chand Kaur Kanhaiyā, hija de Sardar Jaimal Singh. En 1816 se volvió a casar cuando todavía era un príncipe, con Bibi Khem Kaur Dhillon, hija de Jodh Singh Kalalvala un Jat Sij. En 1818, Junto a Misr Diwan Chand, comandó una expedición militar contra Nawab Muzaffar Khan; gobernante afgano de Multan, logrando una victoria decisiva en el Asedio de Multan. En 1821 nació su hijo Nau Nihal Singh. En 1819, ocupó el mando nominal de la expedición para conquistar Cachemira. Su padre le otorgó el control de Cachemira tres meses antes de su muerte, lo que fue visto como un freno a las ambiciones de Gulab Singh. 
Aunque valiente y bueno en la batalla, Kharak era considerado una persona demasiado simple para ser gobernante. Se creía que carecía de las habilidades diplomáticas de su padre y se desgastaba consumiendo cantidades excesivas de alcohol y opio. Desarrolló una relación cercana con su tutor Ghel Singh Bajva, quien ganó tal dominio sobre él que lo convirtió en un títere. Esta relación creó tensiones con su primer ministro Dhian Singh Dogra, y Ghel Singh Bajva fue asesinado en 1839. 
Ascendió al trono en junio de 1839 tras la muerte de su padre. Proclamado Marajá e instalado en el trono en el Fuerte de Lahore el 1 de septiembre de 1839. El médico austríaco Johann Martin Honigberger, que estuvo presente en la corte, describió su coronación como un día oscuro para el Punyab y se refirió al Marajá como un tonto que dos veces al día se privaba de sus sentidos y pasaba todo el tiempo en un estado de estupefacción. Tras su ascenso, una serie de fiestas fastuosas y la escalada de su indulgencia con la bebida, las drogas y las bailarinas alienaron a muchos de sus asesores y generales.  El 8 de octubre de 1839 su hijo Nau Nihal Singh junto a Dhian Singh Dogra instigó su destitución del trono.
Kharak Singh fue envenenado con plomo y mercurio, estuvo postrado en cama durante seis meses y murió el 5 de noviembre de 1840; once meses después del envenenamiento.  El anuncio oficial de su muerte culpó a una repentina y misteriosa enfermedad. Aunque nunca se probó, la mayoría de sus contemporáneos creían que Dhian Singh Dogra estaba tras el envenenamiento.  